# Ministère de la Défense nationale (Bénin)
Pour les articles homonymes, voir Ministère de la Défense nationale.
Le ministère de la Défense nationale du Bénin est le département ministériel du gouvernement béninois chargé de la conception, de la mise en œuvre et le suivi de la politique de l’Etat en matière de défense du territoire national conformément au décret N°2007-494 du 2 novembre 2007 portant attribution, organisation et fonctionnement du MDN et le décret n°2010-593 du 31 décembre 2010 qui l’a modifié et complété.

## Missions
Le Ministère de la Défense Nationale a pour mission de soumettre au Conseil National de Défense et de Sécurité des recommandations concernant la politique de l'État dans le domaine de la défense nationale, ainsi que de veiller à sa mise en place et à son suivi.

## Attributions
Dans le cadre de ses fonctions, il est responsable de la conception et de la gestion efficace de l'organisation centrale du ministère, ainsi que de ses compétences en matière de sécurité et de défense. Il assure la coordination des activités liées à la défense en collaboration avec le Conseil national de Défense et de Sécurité. De plus, il coordonne les actions de défense militaire et joue un rôle clé dans la lutte contre les menaces sécuritaires. Il élabore les politiques de recrutement et de mobilisation des Forces armées béninoises, définit la politique de formation et la doctrine d'emploi des forces armées. Il établit également les directives générales pour les négociations en matière de défense et gère les représentations militaires dans les missions diplomatiques. En outre, il veille à la participation des Forces armées béninoises au développement économique du pays et à l'accomplissement de toutes autres missions d'intérêt public.